# 荆州长江大桥
荆州长江大桥，位于中国湖北省荆州市，是  二广高速跨越长江的一座特大型桥梁组合。大桥工程总长8,841.6米，其中桥梁部分全长4,397.6米。于1998年3月28日正式动工，2002年10月1日正式通车。

## 设计
整座大桥分为9个桥段，由3种桥型组成 ：
1. 北岸引桥：预应力钢筋混凝土连续梁，跨距22×20米；
2. 跨荆江大堤桥：预应力钢筋混凝土连续梁，跨距93+150+93米；
3. 北岸滩桥：预应力钢筋混凝土简支T梁，跨距5×30米；
4. 北汊通航孔桥：预应力混凝土斜拉桥，跨距200+500+200米；
5. 三八洲桥：预应力钢筋混凝土连续梁，跨距8×30米；
6. 南汊通航孔桥：预应力混凝土斜拉桥，跨距160+300+97米；
7. 南岸滩桥：预应力钢筋混凝土简支T梁，跨距8×30米；
8. 跨荆南干堤桥：预应力钢筋混凝土连续梁，跨距50+80+50米；
9. 南岸引桥：预应力钢筋混凝土简支T梁，跨距9×30米。

### 北汊桥
北汊通航孔桥，为双塔双索面预应力混凝土斜拉桥，主跨500米，桥面宽26.5米，桥塔采用H型结构，其中，北塔高139.15米（桥面以上高111.9米），南塔高150.25米（桥面以上高110.38米）。

### 南汊桥
南汊通航孔桥，为高低塔双索面预应力混凝土斜拉桥，主跨300米，桥面宽26.5米，索塔采用H型结构，其中，高塔高124.8米，低塔高89.4米，两座主塔高度相差35.4米。

## 建设进程
- 1998年3月28日，大桥正式动工。
- 2000年3月，大桥主塔全部封顶。
- 2001年10月，大桥合龙。
- 2002年7月，桥面施工完成。
- 2002年8月，全桥涂装工程完工。
- 2002年10月1日，大桥正式建成通车。[2]

荆州长江大桥概算总投资为13.73亿元，实际投资12.58亿元。

## 事故
2013年3月12日19时许，一辆车牌号为鄂Q69888的湖北恩施籍双层卧铺客车由北向南行驶至荆州长江大桥南段时，因避让一辆摩托车而冲破大桥护栏，从8米左右的高度掉入长江南岸滩地，造成14人死亡，9人受伤。